# Résultats des élections à Loché-sur-Indrois
| Élections présidentielles, résultats des deuxièmes tours.                                                                    | Élections présidentielles, résultats des deuxièmes tours. | Élections présidentielles, résultats des deuxièmes tours. | Élections présidentielles, résultats des deuxièmes tours. | Élections présidentielles, résultats des deuxièmes tours. | Élections présidentielles, résultats des deuxièmes tours. | Élections présidentielles, résultats des deuxièmes tours. | Élections présidentielles, résultats des deuxièmes tours. |
| Année | Élu                                                       | Élu                                                       | Élu                                                       | Battu                                                     | Battu                                                     | Battu                                                     | Participation                                             |
| --- | --------------------------------------------------------- | --------------------------------------------------------- | --------------------------------------------------------- | --------------------------------------------------------- | --------------------------------------------------------- | --------------------------------------------------------- | --------------------------------------------------------- |
| 2002 | 82,14 %                                                   | Jacques Chirac                                            | RPR                                                       | 17,86 %                                                   | Jean-Marie Le Pen                                         | FN                                                        | 86,35 %                                                   |
| 2007 | 59,26 %                                                   | Nicolas Sarkozy                                           | UMP                                                       | 40,74 %                                                   | Ségolène Royal                                            | PS                                                        | 83,74 %                                                   |
| 2012 | 39,23 %                                                   | François Hollande                                         | PS                                                        | 60,77 %                                                   | Nicolas Sarkozy                                           | UMP                                                       | 80,20 %                                                   |
| 2017 | %                                                         | Emmanuel Macron                                           | EM                                                        | %                                                         | Marine Le Pen                                             | FN                                                        | %                                                         |
| 2022 | %                                                         | Emmanuel Macron                                           | LREM                                                      | %                                                         | Marine Le Pen                                             | RN                                                        | %                                                         |
| Élections législatives, résultats des deux meilleurs scores du dernier tour de scrutin.                                      |                                                           |                                                           |                                                           |                                                           |                                                           |                                                           |                                                           |
| Année | Élu                                                       | Élu                                                       | Élu                                                       | Battu                                                     | Battu                                                     | Battu                                                     | Participation                                             |
| Résultats des élections à Loché-sur-Indrois est répartie sur plusieurs circonscriptions, cf. les résultats des .             |                                                           |                                                           |                                                           |                                                           |                                                           |                                                           |                                                           |
| Avant 2010, Résultats des élections à Loché-sur-Indrois est répartie sur plusieurs circonscriptions, cf. les résultats des . |                                                           |                                                           |                                                           |                                                           |                                                           |                                                           |                                                           |
| 2002 | 32,42 %                                                   | Marisol Touraine                                          | PS                                                        | 67,58 %                                                   | Jean-Jacques Descamps                                     | UMP                                                       | 67,66 %                                                   |
| 2007 | 41,02 %                                                   | Marisol Touraine                                          | PS                                                        | 58,98 %                                                   | Jean-Jacques Descamps                                     | UMP                                                       | 67,25 %                                                   |
| Après 2010, Résultats des élections à Loché-sur-Indrois est répartie sur plusieurs circonscriptions, cf. les résultats de .  |                                                           |                                                           |                                                           |                                                           |                                                           |                                                           |                                                           |
| 2012 | 46,54 %                                                   | Marisol Touraine                                          | SOC                                                       | 53,46 %                                                   | Jacques Barbier                                           | UMP                                                       | 55,12 %                                                   |
| 2017 | %                                                         |                                                           |                                                           | %                                                         |                                                           |                                                           | %                                                         |
| 2022 | %                                                         |                                                           |                                                           | %                                                         |                                                           |                                                           | %                                                         |
| 2024 | %                                                         |                                                           |                                                           | %                                                         |                                                           |                                                           | %                                                         |
| Élections européennes, résultats des deux meilleurs scores.                                                                  |                                                           |                                                           |                                                           |                                                           |                                                           |                                                           |                                                           |
| Année | Liste 1re                                                 | Liste 1re                                                 | Liste 1re                                                 | Liste 2e                                                  | Liste 2e                                                  | Liste 2e                                                  | Participation                                             |
| 2004 | 28,80 %                                                   | Brice Hortefeux élu au premier tour                       | LUMP                                                      | 18,32 %                                                   | Catherine Guy-Quint                                       | LPS                                                       | 49,63 %                                                   |
| 2009 | 31,07 %                                                   | Jean-Pierre Audy élu au premier tour                      | LMAJ                                                      | 14,12 %                                                   | Marie-France Beaufils                                     | LCOP                                                      | 47,55 %                                                   |
| 2014 | 25,56 %                                                   | Bernard Monot élu au premier tour                         | LFN                                                       | 32,29 %                                                   | Brice Hortefeux                                           | LUMP                                                      | 47,99 %                                                   |
| 2019 | %                                                         |                                                           |                                                           | %                                                         |                                                           |                                                           | %                                                         |
| 2024 | %                                                         |                                                           |                                                           | %                                                         |                                                           |                                                           | %                                                         |
| Élections régionales, résultats des deux meilleurs scores.                                                                   |                                                           |                                                           |                                                           |                                                           |                                                           |                                                           |                                                           |
| Année | Liste 1re                                                 | Liste 1re                                                 | Liste 1re                                                 | Liste 2e                                                  | Liste 2e                                                  | Liste 2e                                                  | Participation                                             |
| 2004 | 39,32 %                                                   | Michel Sapin                                              | LGA                                                       | 41,03 %                                                   | Serge Vinçon                                              | LDR                                                       | 66,17 %                                                   |
| 2010 | 42,41 %                                                   | François Bonneau                                          | LUG                                                       | 44,22 %                                                   | Hervé Novelli                                             | LMAJ                                                      | 55,19 %                                                   |
| 2015 | 34,76 %                                                   | François Bonneau                                          | LUG                                                       | 33,33 %                                                   | Philippe Loiseau                                          | LFN                                                       | 56,61 %                                                   |
| 2021 | %                                                         |                                                           |                                                           | %                                                         |                                                           |                                                           | %                                                         |
| Élections cantonales, résultats des deux meilleurs scores du dernier tour de scrutin.                                        |                                                           |                                                           |                                                           |                                                           |                                                           |                                                           |                                                           |
| Année | Élu                                                       | Élu                                                       | Élu                                                       | Battu                                                     | Battu                                                     | Battu                                                     | Participation                                             |
| Résultats des élections à Loché-sur-Indrois est répartie sur plusieurs cantons, cf. les résultats de ceux de .               |                                                           |                                                           |                                                           |                                                           |                                                           |                                                           |                                                           |
| 2001 | %                                                         |                                                           |                                                           | %                                                         |                                                           |                                                           | %                                                         |
| 2004 | 57,43 %                                                   | Jean Lévêque élu au premier tour                          | DVD                                                       | 16,87 %                                                   | Jean-Pierre Faës                                          | SOC                                                       | 62,75 %                                                   |
| 2008 | %                                                         |                                                           |                                                           | %                                                         |                                                           |                                                           | %                                                         |
| 2011 | 51,18 %                                                   | Jacky Charbonnier                                         | PC                                                        | 48,82 %                                                   | Henry Frémont                                             | DVD                                                       | 57,13 %                                                   |
| Élections départementales, résultats des deux meilleurs scores du dernier tour de scrutin.                                   |                                                           |                                                           |                                                           |                                                           |                                                           |                                                           |                                                           |
| Année | Élus                                                      | Élus                                                      | Élus                                                      | Battus                                                    | Battus                                                    | Battus                                                    | Participation                                             |
| Résultats des élections à Loché-sur-Indrois est répartie sur plusieurs cantons, cf. les résultats de ceux de .               |                                                           |                                                           |                                                           |                                                           |                                                           |                                                           |                                                           |
| 2015 | %                                                         |                                                           |                                                           | %                                                         |                                                           |                                                           | %                                                         |
| 2021 | %                                                         |                                                           |                                                           | %                                                         |                                                           |                                                           | %                                                         |
| Référendums. |                                                           |                                                           |                                                           |                                                           |                                                           |                                                           |                                                           |
| Année | Oui (national)                                            | Oui (national)                                            | Oui (national)                                            | Non (national)                                            | Non (national)                                            | Non (national)                                            | Participation                                             |
| 1992 | 39,10 % (51,04 %)                                         | 39,10 % (51,04 %)                                         | 39,10 % (51,04 %)                                         | 60,90 % (48,96 %)                                         | 60,90 % (48,96 %)                                         | 60,90 % (48,96 %)                                         | 69,63 %                                                   |
| 2000 | 70,33 % (73,21 %)                                         | 70,33 % (73,21 %)                                         | 70,33 % (73,21 %)                                         | 29,67 % (26,79 %)                                         | 29,67 % (26,79 %)                                         | 29,67 % (26,79 %)                                         | 30,69 %                                                   |
| 2005 | 39,16 % (45,33 %)                                         | 39,16 % (45,33 %)                                         | 39,16 % (45,33 %)                                         | 60,84 % (54,67 %)                                         | 60,84 % (54,67 %)                                         | 60,84 % (54,67 %)                                         | 69,74 %                                                   |